# Tournoi de tennis de South Orange
Le tournoi de South Orange (États-Unis)  est un tournoi de tennis féminin du circuit professionnel WTA et masculin du Grand Prix tennis circuit. 
La dernière édition de l'épreuve féminine date de 1977. Egalement connu sous l’appellation Eastern Grass Court Championships, il a été joué sur gazon jusqu'en 1974 puis sur terre battue à partir de 1975.
Avec quatre succès, Doris Hart détient le record de victoires en simple.
Le tournoi masculin a été organisé de 1970 à 1983 (sporadiquement à partir de 1927) et joué sur surface dure de 1970 à 1972 et en 1974, sur gazon en 1973 et sur terre battue de 1975 à 1983.

## Palmarès dames

### Simple
| No       | Date       | Nom et lieu du tournoi                          | Catégorie  | Dotation | Surface      | Vainqueure            | Finaliste          | Score         |         |
| -------- | ---------- | ----------------------------------------------- | ---------- | -------- | ------------ | --------------------- | ------------------ | ------------- | ------- |
| 1        | 03-08-1946 | Eastern Grass Court Championships, South Orange |            | NC       | Gazon (ext.) | Shirley Fry           | Virginia Kovacs    | 6-4, 9-7      |         |
| 2        | 02-08-1947 | Eastern Grass Court Championships, South Orange |            | NC       | Gazon (ext.) | Margaret Osborne      | Louise Brough      | 6-3, 4-6, 9-7 |         |
| 3        | 07-08-1948 | Eastern Grass Court Championships, South Orange |            | NC       | Gazon (ext.) | Louise Brough         | M. Osborne duPont  | 6-3, 8-6      |         |
| 4        | 01-08-1949 | Eastern Grass Court Championships, South Orange |            | NC       | Gazon (ext.) | Doris Hart            | Shirley Fry        | 6-3, 6-4      |         |
| 5        | 31-07-1950 | Eastern Grass Court Championships, South Orange |            | NC       | Gazon (ext.) | Doris Hart            | Louise Brough      | 6-4, 9-7      |         |
| 6        | 01-08-1951 | Eastern Grass Court Championships, South Orange |            | NC       | Gazon (ext.) | Patricia Canning Todd | Maureen Connolly   | 3-6, 6-4, 6-2 |         |
| 7        | 04-08-1952 | Eastern Grass Court Championships, South Orange |            | NC       | Gazon (ext.) | Doris Hart            | Shirley Fry        | 6-1, 6-3      |         |
| 8        | 02-08-1953 | Eastern Grass Court Championships, South Orange |            | NC       | Gazon (ext.) | Doris Hart            | Shirley Fry        | 6-3, 2-6, 6-2 |         |
| 9        | 02-08-1954 | Eastern Grass Court Championships, South Orange |            | NC       | Gazon (ext.) | Louise Brough         | M. Osborne duPont  | 8-6, 6-2      |         |
| 10       | 01-08-1955 | Eastern Grass Court Championships, South Orange |            | NC       | Gazon (ext.) | Barbara Davidson      | Barbara Breit      | 6-4, 1-6, 6-1 |         |
| 11       | 06-08-1956 | Eastern Grass Court Championships, South Orange |            | NC       | Gazon (ext.) | Althea Gibson         | Louise Brough      | 6-1, 6-3      |         |
| 12       | 05-08-1957 | Eastern Grass Court Championships, South Orange |            | NC       | Gazon (ext.) | Mary Ann Mitchell     | Jeanne Arth        | 7-5, 6-2      |         |
| 13       | 04-08-1958 | Eastern Grass Court Championships, South Orange |            | NC       | Gazon (ext.) | Althea Gibson         | Sally Moore        | 9-7, 6-2      |         |
| 14       | 03-08-1959 | Eastern Grass Court Championships, South Orange |            | NC       | Gazon (ext.) | Renee Schuurman       | Sandra Reynolds    | 6-4, 1-6, 6-1 |         |
| 15       | 08-08-1960 | Eastern Grass Court Championships, South Orange |            | NC       | Gazon (ext.) | Karen Hantze          | Nancy Richey       | 6-1, 6-3      | Tableau |
| 16       | 07-08-1961 | Eastern Grass Court Championships, South Orange |            | NC       | Gazon (ext.) | Karen Hantze          | Edda Buding        | 6-2, 6-4      | Tableau |
| 17       | 31-07-1962 | Eastern Grass Court Championships, Orange       |            | NC       | Gazon (ext.) | Margaret Smith        | Karen Susman       | 6-3, 7-5      | Tableau |
| 18       | 29-07-1963 | Eastern Grass Court Championships, Orange       |            | NC       | Gazon (ext.) | Margaret Smith        | Darlene Hard       | 6-1, 6-1      | Tableau |
| 19       | 27-07-1964 | Eastern Grass Court Championships, South Orange |            | NC       | Gazon (ext.) | Billie Jean Moffitt   | Nancy Richey       | 7-5, 3-6, 8-6 | Tableau |
| 20       | 26-07-1965 | Eastern Grass Court Championships, South Orange |            | NC       | Gazon (ext.) | Billie Jean Moffitt   | Jane Albert        | 7-5, 6-3      | Tableau |
| 21       | 25-07-1966 | Eastern Grass Court Championships, South Orange |            | NC       | Gazon (ext.) | Donna Floyd Fales     | Rosie Casals       | 5-7, 6-3, 6-0 | Tableau |
| 22       | 29-07-1967 | Eastern Grass Court Championships, Orange       |            | NC       | Gazon (ext.) | Billie Jean King      | Kathleen Harter    | 4-6, 6-2, 6-3 | Tableau |
| Ère Open |            |                                                 |            |          |              |                       |                    |               |         |
| 23       | 29-07-1968 | Eastern Grass Court Championships, South Orange |            | NC       | Gazon (ext.) | Mary-Ann Eisel        | Kristy Pigeon      | 3-6, 6-1, 6-2 | Tableau |
| 24       | 28-07-1969 | Eastern Grass Court Championships, Orange       |            | 3 150 $  | Gazon (ext.) | Patti Hogan           | Kristy Pigeon      | 3-6, 6-3, 6-4 | Tableau |
| 25       | 24-08-1970 | Marlboro Open, South Orange                     |            | NC       | Gazon (ext.) | Kerry Melville        | Patti Hogan        | 7-6, 6-4      | Tableau |
| 26       | 23-08-1971 | Eastern Grass Court Championships, South Orange | Grand Prix | 25000 $  | Gazon (ext.) | Chris Evert           | Helen Gourlay      | 6-4, 6-0      | Tableau |
| 27       | 21-08-1972 | Eastern Grass Court Championships, Orange       |            | NC       | Gazon (ext.) | Olga Morozova         | Marina Kroschina   | 6-2, 6-7, 7-5 | Tableau |
| 28       | 20-08-1973 | Eastern Grass Court Championships, Orange       |            | NC       | Gazon (ext.) | Fiorella Bonicelli    | Lesley Turner      | 6-4, 7-5      | Tableau |
| 29       | 19-08-1974 | Eastern Mediquik Masters, South Orange          |            | 50000 $  | Gazon (ext.) | Pam Teeguarden        | Dianne Fromholtz   | 7-5, 6-3      | Tableau |
| 30       | 18-08-1975 | Tennis Week Open, South Orange                  |            | NC       | Terre (ext.) | Virginia Ruzici       | Mariana Simionescu | 6-1, 6-1      | Tableau |
| 31       | 23-08-1976 | Tennis Week Open, Orange                        |            | 60000 $  | Terre (ext.) | Marise Kruger         | Lea Antonoplis     | 6-3, 6-2      | Tableau |
| 32       | ??-08-1977 | Tennis Week Open, Orange                        |            | NC       | Terre (ext.) | Lindsey Beaven        | Renée Richards     | 1-6, 7-6, 6-1 | Tableau |

### Double
| No       | Date       | Nom et lieu du tournoi                         | Catégorie  | Dotation | Surface      | Vainqueures                            | Finalistes                       | Score           |         |
| -------- | ---------- | ---------------------------------------------- | ---------- | -------- | ------------ | -------------------------------------- | -------------------------------- | --------------- | ------- |
| 1        | 03-08-1946 | Eastern Grass Court Championships South Orange |            | NC       | Gazon (ext.) | Mary Prentiss Patricia Canning Todd    | Dorothy Head Phyllis Hunter      | 6-3, 5-7, 6-3   |         |
| 2        | 02-08-1947 | Eastern Grass Court Championships South Orange |            | NC       | Gazon (ext.) | Louise Brough Margaret Osborne         | Shirley Fry Barbara Krase        | 6-3, 6-1        |         |
| 3        | 07-08-1948 | Eastern Grass Court Championships South Orange |            | NC       | Gazon (ext.) | Louise Brough M. Osborne duPont        | Doris Hart Patricia Canning Todd | 6-2, 4-6, 6-4   |         |
| 4        | 01-08-1949 | Eastern Grass Court Championships South Orange |            | NC       | Gazon (ext.) | Gussy Moran Patricia Canning Todd      | Shirley Fry Doris Hart           | 6-4, 3-6, 6-4   |         |
| 5        | 31-07-1950 | Eastern Grass Court Championships South Orange |            | NC       | Gazon (ext.) | Louise Brough M. Osborne duPont        | Shirley Fry Doris Hart           | 6-2, 7-5        |         |
| 6        | 01-08-1951 | Eastern Grass Court Championships South Orange |            | NC       | Gazon (ext.) | Shirley Fry Doris Hart                 | Midge Buck Margaret Varner       | 6-0, 6-1        |         |
| 7        | 04-08-1952 | Eastern Grass Court Championships South Orange |            | NC       | Gazon (ext.) | Shirley Fry Doris Hart                 | Louise Brough Maureen Connolly   | 6-3, 1-6, 6-3   |         |
| 8        | 02-08-1953 | Eastern Grass Court Championships South Orange |            | NC       | Gazon (ext.) | Shirley Fry Doris Hart                 | Helen Fletcher Jean Rinkel       | 6-2, 6-4        |         |
| 9        | 02-08-1954 | Eastern Grass Court Championships South Orange |            | NC       | Gazon (ext.) | Louise Brough M. Osborne duPont        | Helen Fletcher Anne Shilcock     | 6-2, 6-2        |         |
| 10       | 01-08-1955 | Eastern Grass Court Championships South Orange |            | NC       | Gazon (ext.) | Barbara Breit Darlene Hard             | Althea Gibson Dorothy Knode      | 6-4, 10-8       |         |
| 11       | 06-08-1956 | Eastern Grass Court Championships South Orange |            | NC       | Gazon (ext.) | Althea Gibson Darlene Hard             | Janet Hopps Diane Wootton        | 6-2, 6-4        |         |
| 12       | 05-08-1957 | Eastern Grass Court Championships South Orange |            | NC       | Gazon (ext.) | Barbara Davidson Patricia Canning Todd | Janet Hopps Diane Wootton        | 6-1, 6-1        |         |
| 13       | 04-08-1958 | Eastern Grass Court Championships South Orange |            | NC       | Gazon (ext.) | Althea Gibson Sally Moore              | Karol Fageros Dorothy Knode      | 6-2, 6-1        |         |
| 14       | 03-08-1959 | Eastern Grass Court Championships South Orange |            | NC       | Gazon (ext.) | Sandra Reynolds Renee Schuurman        | Donna Floyd Belmar Gunderson     | 6-4, 1-6, 6-1   |         |
| 15       | 08-08-1960 | Eastern Grass Court Championships South Orange |            | NC       | Gazon (ext.) | Karen Hantze Janet Hopps               | Deidre Catt Ann Haydon           | 6-4, 6-3        | Tableau |
| 16       | 07-08-1961 | Eastern Grass Court Championships South Orange |            | NC       | Gazon (ext.) | M. Osborne duPont Margaret Varner      | Karen Hantze Billie Jean Moffitt | 6-4, 2-6, 6-2   | Tableau |
| 17       | 31-07-1962 | Eastern Grass Court Championships Orange       |            | NC       | Gazon (ext.) | Justina Bricka Margaret Smith          | Billie Jean Moffitt Karen Susman | 7-5, 6-4        | Tableau |
| 18       | 29-07-1963 | Eastern Grass Court Championships Orange       |            | NC       | Gazon (ext.) | Maria Bueno Darlene Hard               | Robyn Ebbern Margaret Smith      | 7-5, 7-5        | Tableau |
| 19       | 27-07-1964 | Eastern Grass Court Championships South Orange |            | NC       | Gazon (ext.) | Billie Jean Moffitt Karen Susman       | Carole Caldwell Nancy Richey     | 3-6, 6-3, 6-4   | Tableau |
| 20       | 26-07-1965 | Eastern Grass Court Championships South Orange |            | NC       | Gazon (ext.) | Justina Bricka Mary-Ann Eisel          | Kathy Blake Kathleen Harter      | 1-6, 6-3, 6-2   | Tableau |
| 21       | 25-07-1966 | Eastern Grass Court Championships South Orange |            | NC       | Gazon (ext.) | Rosie Casals Billie Jean King          | Winnie Shaw Virginia Wade        | 15-13, 7-9, 7-5 | Tableau |
| 22       | 29-07-1967 | Eastern Grass Court Championships Orange       |            | NC       | Gazon (ext.) | Rosie Casals Billie Jean King          | Mary-Ann Eisel Donna Floyd Fales | 6-3, 13-15, 6-4 | Tableau |
| Ère Open |            |                                                |            |          |              |                                        |                                  |                 |         |
| 23       | 29-07-1968 | Eastern Grass Court Championships South Orange |            | NC       | Gazon (ext.) | Mary-Ann Eisel Valerie Ziegenfuss      | Tory Ann Fretz Victoria Rogers   | 8-6, 8-6        | Tableau |
| 24       | 28-07-1969 | Eastern Grass Court Championships Orange       |            | 3 150 $  | Gazon (ext.) | Mary-Ann Eisel Valerie Ziegenfuss      | Patti Hogan Peggy Michel         | Pluie           | Tableau |
| 25       | 24-08-1970 | Marlboro Open South Orange                     |            | NC       | Gazon (ext.) | Rosie Casals Virginia Wade             | Gail Sherriff Françoise Dürr     | 6-3, 6-4        | Tableau |
| 26       | 23-08-1971 | Eastern Grass Court Championships South Orange | Grand Prix | 25000 $  | Gazon (ext.) | NC                                     | NC                               | Annulé          | Tableau |
| 27       | 21-08-1972 | Eastern Grass Court Championships Orange       |            | NC       | Gazon (ext.) | Marina Kroschina Olga Morozova         | Carole Caldwell Patti Hogan      | 6-7, 6-2, 6-2   | Tableau |
| 28       | 19-08-1974 | Eastern Mediquik Masters South Orange          |            | 50000 $  | Gazon (ext.) | Ann Kiyomura Pam Teeguarden            | Kathleen Harter Marita Redondo   | 6-2, 6-0        | Tableau |
| 29       | 18-08-1975 | Tennis Week Open South Orange                  |            | NC       | Terre (ext.) | Kristien Shaw Greer Stevens            | Kathleen Harter Kathy May        | Forfait         | Tableau |

## Palmarès messieurs

### Simple
| No       | Date       | Nom et lieu du tournoi                          | Catégorie | Dotation | Surface      | Vainqueur         | Finaliste           | Score                     |  |
| -------- | ---------- | ----------------------------------------------- | --------- | -------- | ------------ | ----------------- | ------------------- | ------------------------- |  |
| 1        | 1930       | Eastern Grass Court Championships, South Orange |           | NC $     | Gazon (ext.) | Cliff Sutter      | Gregory Mangin      | 4-6, 8-6, 7-5, 4-6, 6-1   |  |
| 2        | 1936       | Eastern Grass Court Championships, South Orange |           | NC $     | Gazon (ext.) | Donald Budge      | Bobby Riggs         | 6-8, 6-2, 6-4, 6-3        |  |
| 3        | 1945       | Eastern Grass Court Championships, South Orange |           | NC $     | Gazon (ext.) | Bill Talbert      | Pancho Segura       | 4-6, 6-3, 6-2, 5-7, 6-0   |  |
| 4        | 1946       | Eastern Grass Court Championships, South Orange |           | NC $     | Gazon (ext.) | Don McNeill       | Gardnar Mulloy      | 3-6, 4-6, 12-10, 7-5, 6-3 |  |
| 5        | 1947       | Eastern Grass Court Championships, South Orange |           | NC $     | Gazon (ext.) | Ted Schroeder     | Gardnar Mulloy      | 6-1, 7-5, 6-3             |  |
| 6        | 1948       | Eastern Grass Court Championships, South Orange |           | NC $     | Gazon (ext.) | Frank Parker      | Ted Schroeder       | 6-2, 9-7, 6-2             |  |
| 7        | 1949       | Eastern Grass Court Championships, South Orange |           | NC $     | Gazon (ext.) | Gardnar Mulloy    | Arthur Larsen       | 5-7, 1-6, 6-2, 6-3, 6-2   |  |
| 8        | 1950       | Eastern Grass Court Championships, South Orange |           | NC $     | Gazon (ext.) | Herbert Flam      | Vic Seixas          | 6-3, 6-3, 6-3             |  |
| 9        | 1951       | Eastern Grass Court Championships, South Orange |           | NC $     | Gazon (ext.) | Bill Talbert      | Gardnar Mulloy      | 6-4, 6-4, 6-2             |  |
| 10       | 1952       | Eastern Grass Court Championships, South Orange |           | NC $     | Gazon (ext.) | Ken McGregor      | Frank Sedgman       | 6-3, 6-4                  |  |
| 11       | 1958       | , South Orange                                  |           | NC $     | NC           | Malcolm Anderson  | Hamilton Richardson | 6-3, 6-4, 6-8, 13-15, 6-4 |  |
| 12       | 1959       | , South Orange                                  |           | NC $     | NC           | Alex Olmedo       | Michael Green       | 6-4, 3-6, 6-0, 6-2        |  |
| 13       | 1960       | , South Orange                                  |           | NC $     | NC           | Rod Laver         | Donald Dell         | 6-1, 10-8, 6-4            |  |
| 14       | 1964       | , South Orange                                  |           | NC $     | NC           | Arthur Ashe       | Clark Graebner      | 4-6, 8-6, 6-4, 6-3        |  |
| 15       | 1965       | , South Orange                                  |           | NC $     | NC           | Fred Stolle       | Roy Emerson         | 6-3, 2-6, 6-4, 6-4        |  |
| Ère Open |            |                                                 |           |          |              |                   |                     |                           |  |
| 16       | 1968       | , South Orange                                  |           | NC $     | NC           | Charlie Pasarell  | Clark Graebner      | 3-6, 4-6, 6-2, 6-3, 6-4   |  |
| 17       | 1969       | , South Orange                                  |           | NC $     | NC           | Stan Smith        | Clark Graebner      | 6-1, 6-4, 6-4             |  |
| 18       | 31-08-1970 | , South Orange                                  |           | NC $     | NC           | Rod Laver         | Robert Carmichael   | 6-4, 6-2, 6-2             |  |
| 19       | 30-08-1971 | , South Orange                                  |           | NC $     | NC           | Clark Graebner    | Pierre Barthès      | 6-3, 6-4, 6-4             |  |
| 20       | 04-09-1972 | , South Orange                                  |           | NC $     | NC           | Ilie Năstase      | Manuel Orantes      | 6-4, 6-4                  |  |
| 21       | 20-08-1973 | Eastern Championships, South Orange             |           | NC $     | NC           | Colin Dibley      | Vijay Amritraj      | 6-4, 6-7, 6-4             |  |
| 22       | 19-08-1974 | Eastern Championships, South Orange             |           | NC $     | NC           | Alex Metreveli    | Jimmy Connors       | Forfait                   |  |
| 23       | 25-08-1975 | , South Orange                                  |           | NC $     | NC           | Ilie Năstase      | Bob Hewitt          | 7-6, 6-1                  |  |
| 24       | 23-08-1976 | , South Orange                                  |           | NC $     | NC           | Ilie Năstase      | Roscoe Tanner       | 6-4, 6-2                  |  |
| 25       | 01-08-1977 | , South Orange                                  |           | NC $     | NC           | Guillermo Vilas   | Roscoe Tanner       | 6-4, 6-1                  |  |
| 26       | 31-07-1978 | , South Orange                                  |           | NC $     | NC           | Guillermo Vilas   | José Luis Clerc     | 6-1, 6-3                  |  |
| 27       | 30-07-1979 | Mutual Life Open, South Orange                  |           | NC $     | Terre (ext.) | John McEnroe      | John Lloyd          | 6-7, 6-4, 6-0             |  |
| 28       | 28-07-1980 | , South Orange                                  |           | NC $     | NC           | José Luis Clerc   | John McEnroe        | 6-3, 6-2                  |  |
| 29       | 27-07-1981 | , South Orange                                  |           | NC $     | NC           | Shlomo Glickstein | Dick Stockton       | 6-3, 5-7, 6-4             |  |
| 30       | 26-07-1982 | , South Orange                                  | NC        | 75 000 $ | Terre (ext.) | Yannick Noah      | Raúl Ramírez        | 6-3, 7-6                  |  |
| 31       | 25-07-1983 | , South Orange                                  |           | NC $     | NC           | Brad Drewett      | John Alexander      | 4-6, 6-4, 7-6             |  |

### Double
| No | Date       | Nom et lieu du tournoi              | Catégorie                          | Dotation                           | Surface                            | Vainqueurs                         | Finalistes                         | Score                              |                                    |
| -- | ---------- | ----------------------------------- | ---------------------------------- | ---------------------------------- | ---------------------------------- | ---------------------------------- | ---------------------------------- | ---------------------------------- | ---------------------------------- |
| 1  | 31-08-1970 | , South Orange                      |                                    | NC $                               | NC                                 | Patricio Cornejo Jaime Fillol      | Andrés Gimeno Rod Laver            | 6-2, 6-4                           |                                    |
| 2  | 30-08-1971 | , South Orange                      |                                    | NC $                               | NC                                 | Robert Carmichael Tom Leonard      | Clark Graebner Erik van Dillen     | 7-6, 6-7, 6-4                      |                                    |
|    | 04-09-1972 | Pas de tableau de double messieurs  | Pas de tableau de double messieurs | Pas de tableau de double messieurs | Pas de tableau de double messieurs | Pas de tableau de double messieurs | Pas de tableau de double messieurs | Pas de tableau de double messieurs | Pas de tableau de double messieurs |
| 3  | 20-08-1973 | Eastern Championships, South Orange |                                    | NC $                               | NC                                 | Jimmy Connors Ilie Năstase         | Pancho Gonzales Tom Gorman         | 6-7, 6-3, 6-2                      |                                    |
| 4  | 19-08-1974 | Eastern Championships, South Orange |                                    | NC $                               | NC                                 | Brian Gottfried Raúl Ramírez       | Anand Amritraj Vijay Amritraj      | 7-6, 6-7, 7-6                      |                                    |
| 5  | 25-08-1975 | , South Orange                      |                                    | NC $                               | NC                                 | Jimmy Connors Ilie Năstase         | Dick Crealy John Lloyd             | 7-6, 7-5                           |                                    |
| 6  | 23-08-1976 | , South Orange                      |                                    | NC $                               | NC                                 | Fred McNair Marty Riessen          | Vitas Gerulaitis Ilie Năstase      | 7-5, 4-6, 6-2                      |                                    |
| 7  | 01-08-1977 | , South Orange                      |                                    | NC $                               | NC                                 | Colin Dibley Wojtek Fibak          | Ion Țiriac Guillermo Vilas         | 6-1, 7-5                           |                                    |
| 8  | 31-07-1978 | , South Orange                      |                                    | NC $                               | NC                                 | Peter Fleming John McEnroe         | Ion Țiriac Guillermo Vilas         | 6-3, 6-3                           |                                    |
| 9  | 30-07-1979 | Mutual Life Open, South Orange      |                                    | NC $                               | Terre (ext.)                       | Peter Fleming John McEnroe         | Fritz Buehning Bruce Nichols       | 6-1, 6-3                           |                                    |
| 10 | 28-07-1980 | , South Orange                      |                                    | NC $                               | NC                                 | Bill Maze John McEnroe             | Fritz Buehning Van Winitsky        | 7-6, 6-4                           |                                    |
| 11 | 27-07-1981 | , South Orange                      |                                    | NC $                               | NC                                 | Fritz Buehning Andrew Pattison     | Shlomo Glickstein David Schneider  | 6-1, 6-4                           |                                    |
| 12 | 26-07-1982 | , South Orange                      | NC                                 | 75 000 $                           | Terre (ext.)                       | Raúl Ramírez Van Winitsky          | Jai Dilouie Blaine Willenborg      | 3-6, 6-4, 6-1                      |                                    |
| 13 | 25-07-1983 | , South Orange                      |                                    | NC $                               | NC                                 | Fritz Buehning Tom Cain            | John Lloyd Dick Stockton           | 6-2, 7-5                           |                                    |

## Palmarès mixte
| No | Date       | Nom et lieu du tournoi                   | Catégorie | Dotation | Surface      | Vainqueures                | Finalistes | Score |         |
| -- | ---------- | ---------------------------------------- | --------- | -------- | ------------ | -------------------------- | ---------- | ----- | ------- |
| 1  | 31-07-1962 | Eastern Grass Court Championships Orange |           | NC       | Gazon (ext.) | Lesley Turner Ken Fletcher | NC         | NC    | Tableau |